# Episodi di Arrested Development - Ti presento i miei (seconda stagione)
La seconda stagione della serie televisiva Arrested Development - Ti presento i miei è stata trasmessa in prima visione negli Stati Uniti d'America da Fox dal 7 novembre 2004 al 17 aprile 2005.
In Italia la stagione è stata trasmessa in prima visione satellitare da Fox nel 2005, ed in chiaro da Italia 1 dal 6 giugno al 20 agosto 2006.
| nº | Titolo originale                 | Titolo italiano          | Prima TV USA     | Prima TV Italia |
| -- | -------------------------------- | ------------------------ | ---------------- | --------------- |
| 1  | The One Where Michael Leaves (2) | Michael se ne va (2)     | 7 novembre 2004  | 2005            |
| 2  | The One Where They Build a House | Solida come una roccia   | 14 novembre 2004 |                 |
| 3  | Amigos                           | Amigos                   | 21 novembre 2004 |                 |
| 4  | Good Grief!                      | La veglia funebre        | 5 dicembre 2004  |                 |
| 5  | Sad Sack                         | Perduto amore            | 12 dicembre 2004 |                 |
| 6  | Afternoon Delight                | Scambi di figli          | 19 dicembre 2004 |                 |
| 7  | Switch Hitter                    | Una partita decisiva     | 16 gennaio 2005  |                 |
| 8  | Queen for a Day                  | Regina per un giorno     | 23 gennaio 2005  |                 |
| 9  | Burning Love                     | L'asta delle nubili      | 30 gennaio 2005  |                 |
| 10 | Ready, Aim, Marry Me             | Tutti vogliono Lucille 2 | 13 febbraio 2005 |                 |
| 11 | Out on a Limb (1)                | Tra verità e falsità (1) | 6 marzo 2005     |                 |
| 12 | My Hand to God (2)               | La mano di Dio (2)       | 6 marzo 2005     |                 |
| 13 | Motherboy XXX                    | Genitori e figli         | 13 marzo 2005    |                 |
| 14 | The Immaculate Election          | Una cameriera speciale   | 20 marzo 2005    |                 |
| 15 | The Sword of Destiny             | Autorità negata          | 27 marzo 2005    |                 |
| 16 | Meet the Veals                   | Sposami ancora           | 3 aprile 2005    |                 |
| 17 | Spring Breakout                  | Uno sporco ricatto       | 10 aprile 2005   |                 |
| 18 | Righteous Brothers               | Cugini pericolosi        | 17 aprile 2005   |                 |